# Tournoi des Six Nations 2005
Cet article traite de l'épreuve masculine. Pour la compétition féminine, voir Tournoi des Six Nations féminin 2005.
Pour un article plus général, voir Tournoi des Six Nations.
Navigation
Tournoi 2004 Tournoi 2006
Le Tournoi des Six Nations 2005 s'est tenu entre le 5 février et le 19 mars 2005.
Le pays de Galles remporte son premier Tournoi depuis 1994, sa première Triple couronne depuis 1988 et son premier Grand Chelem depuis 1978.

## Classement final
| Rang | Nation         | J | V | N | D | Pm  | Pe  | Diff | Pts |
| ---- | -------------- | - | - | - | - | --- | --- | ---- | --- |
| 1    | Pays de Galles | 5 | 5 | 0 | 0 | 151 | 77  | +74  | 10  |
| 2    | France (T)     | 5 | 4 | 0 | 1 | 134 | 82  | +52  | 8   |
| 3    | Irlande        | 5 | 3 | 0 | 2 | 126 | 101 | +25  | 6   |
| 4    | Angleterre     | 5 | 2 | 0 | 3 | 121 | 77  | +44  | 4   |
| 5    | Écosse         | 5 | 1 | 0 | 4 | 84  | 155 | -71  | 2   |
| 6    | Italie         | 5 | 0 | 0 | 5 | 55  | 179 | -124 | 0   |

|  | Vainqueur du Tournoi |
|  | T : tenant du titre  |

Attribution des points de classement : 2 points pour une victoire, un point pour un match nul, aucun en cas de défaite.

Règles de classement : 1. points de classement ; 2. différence de points ; 3. nombre d'essais marqués ; 4. titre partagé

## Trophées décernés
| Trophée           | Tenant     | Vainqueur      |
| ----------------- | ---------- | -------------- |
| Triple couronne   | Irlande    | Pays de Galles |
| Calcutta Cup      | Angleterre | Angleterre     |
| Centenary Quaich  | Irlande    | Irlande        |
| Millennium Trophy | Irlande    | Irlande        |

## Acteurs du tournoi des Six Nations

Participants au tournoi des Six Nations.

### Joueurs

#### Angleterre
| Entraîneur | Entraîneur             | Andy Robinson                                                                                         |
| Avants     | Pilier                 | Duncan Bell, Graham Rowntree, Andrew Sheridan, Matt Stevens, Phil Vickery, Julian White, Mike Worsley |
| Avants     | Talonneur              | Steve Thompson, Andy Titterrell                                                                       |
| Avants     | Deuxième ligne         | Steve Borthwick, Danny Grewcock, Ben Kay                                                              |
| Avants     | Troisième ligne aile   | Andy Hazell, Chris Jones, Lewis Moody, Joe Worsley                                                    |
| Avants     | Troisième ligne centre | Martin Corry, James Forrester                                                                         |
| Arrières   | Demi de mêlée          | Matt Dawson, Harry Ellis                                                                              |
| Arrières   | Demi d'ouverture       | Andy Goode, Charlie Hodgson                                                                           |
| Arrières   | Centre                 | Olly Barkley, Jamie Noon, Henry Paul, Ollie Smith, Mathew Tait                                        |
| Arrières   | Ailier                 | Ben Cohen, Mark Cueto, Josh Lewsey                                                                    |
| Arrières   | Arrière                | Iain Balshaw, Jason Robinson                                                                          |

#### Écosse
| Entraîneur | Entraîneur             | Matt Williams                                |
| Avants     | Pilier                 | Bruce Douglas, Gavin Kerr, Tom Smith         |
| Avants     | Talonneur              | Gordon Bulloch , Robbie Russell              |
| Avants     | Deuxième ligne         | Stuart Grimes, Nathan Hines, Scott Murray    |
| Avants     | Troisième ligne aile   | Jon Dunbar, Jon Petrie, Jason White          |
| Avants     | Troisième ligne centre | Allister Hogg, Simon Taylor                  |
| Arrières   | Demi de mêlée          | Graeme Beveridge, Mike Blair, Chris Cusiter  |
| Arrières   | Demi d'ouverture       | Dan Parks, Gordon Ross                       |
| Arrières   | Centre                 | Andy Craig, Andrew Henderson, Hugo Southwell |
| Arrières   | Ailier                 | Simon Danielli, Sean Lamont, Simon Webster   |
| Arrières   | Arrière                | Ben Hinshelwood, Rory Lamont, Chris Paterson |

#### France
| Entraîneur | Entraîneur             | Bernard Laporte                                                                                        |
| Avants     | Pilier                 | Pieter de Villiers, Sylvain Marconnet, Nicolas Mas, Olivier Milloud                                    |
| Avants     | Talonneur              | Sébastien Bruno, William Servat, Dimitri Szarzewski                                                    |
| Avants     | Deuxième ligne         | Pascal Papé, Fabien Pelous , Jérôme Thion                                                              |
| Avants     | Troisième ligne aile   | Serge Betsen, Sébastien Chabal, Grégory Lamboley, Yannick Nyanga                                       |
| Avants     | Troisième ligne centre | Julien Bonnaire, Imanol Harinordoquy, Patrick Tabacco                                                  |
| Arrières   | Demi de mêlée          | Pierre Mignoni, Dimitri Yachvili                                                                       |
| Arrières   | Demi d'ouverture       | Yann Delaigue, Frédéric Michalak                                                                       |
| Arrières   | Centre                 | Benoît Baby, Jean-Philippe Grandclaude, Yannick Jauzion, Brian Liebenberg, David Marty, Damien Traille |
| Arrières   | Ailier                 | Christophe Dominici, Cédric Heymans, Jimmy Marlu, Aurélien Rougerie, Ludovic Valbon                    |
| Arrières   | Arrière                | Pépito Elhorga, Julien Laharrague                                                                      |

#### Galles
| Entraîneur | Entraîneur             | Mike Ruddock                                                                    |
| Avants     | Pilier                 | Gethin Jenkins, Adam Jones, John Yapp                                           |
| Avants     | Talonneur              | Mefin Davies, Robin McBryde                                                     |
| Avants     | Deuxième ligne         | Brent Cockbain, Ian Gough, Robert Sidoli                                        |
| Avants     | Troisième ligne aile   | Dafydd Jones, Ryan Jones, Robin Sowden-Taylor, Jonathan Thomas, Martyn Williams |
| Avants     | Troisième ligne centre | Michael Owen                                                                    |
| Arrières   | Demi de mêlée          | Gareth Cooper, Dwayne Peel, Mike Phillips                                       |
| Arrières   | Demi d'ouverture       | Stephen Jones, Ceri Sweeney                                                     |
| Arrières   | Centre                 | Gavin Henson, Sonny Parker, Tom Shanklin                                        |
| Arrières   | Ailier                 | Hal Luscombe, Mark Taylor, Rhys Williams, Shane Williams                        |
| Arrières   | Arrière                | Kevin Morgan, Gareth Thomas                                                     |

#### Irlande
| Entraîneur | Entraîneur             | Eddie O'Sullivan                                                       |
| Avants     | Pilier                 | Simon Best, Reggie Corrigan, John Hayes, Marcus Horan, Ronan McCormack |
| Avants     | Talonneur              | Shane Byrne, Bernard Jackman, Frankie Sheahan                          |
| Avants     | Deuxième ligne         | Leo Cullen, Donncha O'Callaghan, Paul O'Connell, Malcolm O'Kelly       |
| Avants     | Troisième ligne aile   | Simon Easterby, Denis Leamy, Jonny O'Connor, Alan Quinlan              |
| Avants     | Troisième ligne centre | Anthony Foley, Eric Miller, Roger Wilson                               |
| Arrières   | Demi de mêlée          | Kieran Campbell, Guy Easterby, Peter Stringer                          |
| Arrières   | Demi d'ouverture       | David Humphreys, Ronan O'Gara                                          |
| Arrières   | Centre                 | Gordon D'Arcy, Kevin Maggs, Brian O'Driscoll , Shaun Payne             |
| Arrières   | Ailier                 | Tommy Bowe, Gavin Duffy, Denis Hickie, Anthony Horgan                  |
| Arrières   | Arrière                | Girvan Dempsey, Geordan Murphy                                         |

#### Italie
| Entraîneur | Entraîneur             | John Kirwan                                                                   |
| Avants     | Pilier                 | Martín Castrogiovanni, Andrea Lo Cicero, Salvatore Perugini, Mario Savi       |
| Avants     | Talonneur              | Carlo Festuccia, Giorgio Intoppa, Fabio Ongaro                                |
| Avants     | Deuxième ligne         | Marco Bortolami , Carlo Del Fava, Santiago Dellapè                            |
| Avants     | Troisième ligne aile   | Mauro Bergamasco, David Dal Maso, Silvio Orlando, Aaron Persico               |
| Avants     | Troisième ligne centre | Sergio Parisse                                                                |
| Arrières   | Demi de mêlée          | Paul Griffen, Simon Picone, Alessandro Troncon                                |
| Arrières   | Demi d'ouverture       | Luciano Orquera                                                               |
| Arrières   | Centre                 | Matteo Barbini, Gonzalo Canale, Andrea Masi, Walter Pozzebon, Cristian Stoica |
| Arrières   | Ailier                 | Mirco Bergamasco, Ludovico Nitoglia, Roberto Pedrazzi, Kaine Robertson        |
| Arrières   | Arrière                | Roland de Marigny, Gert Peens                                                 |

### Arbitres
| FIRA-AER                                                                                       | FORU                                                                         | CAR                               |
| ---------------------------------------------------------------------------------------------- | ---------------------------------------------------------------------------- | --------------------------------- |
| - Chris White - Tony Spreadbury - Joël Jutge - Nigel Williams - Alain Rolland - Donal Courtney | - Andrew Cole - Stuart Dickinson - Paddy O'Brien - Paul Honiss - Steve Walsh | - Jonathan Kaplan - Mark Lawrence |

## Les matches
- Première journée

| Saint-Denis, samedi 5 février 2005 | France         | 16 - 9  | Écosse     |
| Cardiff, samedi 5 février 2005     | Pays de Galles | 11 - 9  | Angleterre |
| Rome, dimanche 6 février 2005      | Italie         | 17 - 28 | Irlande    |

- Deuxième journée

| Rome, samedi 12 février 2005      | Italie     | 08 - 38 | Pays de Galles |
| Édimbourg, samedi 12 février 2005 | Écosse     | 13 - 40 | Irlande        |
| Londres, dimanche13 février 2005  | Angleterre | 17 - 18 | France         |

- Troisième journée

| Édimbourg, samedi 26 février 2005   | Écosse  | 18 - 10 | Italie         |
| Saint-Denis, samedi 26 février 2005 | France  | 18 - 24 | Pays de Galles |
| Dublin, dimanche 27 février 2005    | Irlande | 19 - 13 | Angleterre     |

- Quatrième journée

| Dublin, samedi 12 mars 2005      | Irlande    | 19 - 26 | France         |
| Londres, samedi 12 mars 2005     | Angleterre | 39 - 7  | Italie         |
| Édimbourg, dimanche 13 mars 2005 | Écosse     | 22 - 46 | Pays de Galles |

- Cinquième journée

| Rome, samedi 19 mars 2005    | Italie         | 13 - 56 | France  |
| Cardiff, samedi 19 mars 2005 | Pays de Galles | 32 - 20 | Irlande |
| Londres, samedi 19 mars 2005 | Angleterre     | 43 - 22 | Écosse  |

## Statistiques

### Meilleurs marqueurs d'essais
Deux joueurs ont réalisé un triplé dans un match de la compétition, Mark Cueto lors de la quatrième journée et Jamie Noon lors de la cinquième journée.
| 1 | Mark Cueto      | 4 | Angleterre     |
| 2 | Jamie Noon      | 3 | Angleterre     |
| 2 | Kevin Morgan    | 3 | Pays de Galles |
| 2 | Shane Williams  | 3 | Pays de Galles |
| 2 | Martyn Williams | 3 | Pays de Galles |

### Meilleurs marqueurs de points
| 1 | Ronan O'Gara     | 60 | Irlande        |
| 2 | Stephen Jones    | 57 | Pays de Galles |
| 3 | Dimitri Yachvili | 53 | France         |
| 4 | Chris Paterson   | 49 | Écosse         |
| 5 | Charlie Hodgson  | 39 | Angleterre     |

## Première journée

### France - Écosse
| 5 février 2005 15:00 UTC+1 | France | 16 – 9 (0–6) | Écosse                                                            | Stade de France, Saint-Denis 79 060 spectateurs Arbitre : Nigel Williams |
| 5 février 2005 15:00 UTC+1 | Essai(s) : Traille 80e+4 Transformation(s) : Michalak Pénalité(s) : 2 Delaigue 51e, 57e Drop(s) : Delaigue 78e |              | Pénalité(s) : 3 Paterson 3e, 40e, 43e Carton(s) jaune(s) : Petrie | Stade de France, Saint-Denis 79 060 spectateurs Arbitre : Nigel Williams |
| 5 février 2005 15:00 UTC+1 | |              |                                                                   | Stade de France, Saint-Denis 79 060 spectateurs Arbitre : Nigel Williams |

Les équipes

- France 
15. Pépito Elhorga 14. Aurélien Rougerie 13. Brian Liebenberg 12. Damien Traille 11. Christophe Dominici 10. Yann Delaigue 9. Pierre Mignoni 8. Patrick Tabacco 7. Sébastien Chabal 6. Julien Bonnaire 5. Jérôme Thion 4. Fabien Pelous  3. Pieter de Villiers 2. William Servat  1. Sylvain Marconnet
  - Remplaçants : 16. Sébastien Bruno, 17. Olivier Milloud, 18. Grégory Lamboley, 19. Yannick Nyanga, 20. Dimitri Yachvili, 21. Frédéric Michalak, 22. Ludovic Valbon
  - Entraîneur : Bernard Laporte
- Écosse 
15. Chris Paterson 14. Simon Danielli 13. Andy Craig 12. Hugo Southwell 11. Sean Lamont 10. Dan Parks 9. Chris Cusiter 8. Allister Hogg 7. Jon Petrie 6. Jason White 5. Scott Murray 4. Stuart Grimes  3. Gavin Kerr 2. Gordon Bulloch  1. Tom Smith
  - Remplaçants : 16. Robbie Russell, 17. Bruce Douglas, 18. Nathan Hines, 19. Jon Dunbar, 20. Mike Blair, 21. Gordon Ross, 22. Ben Hinshelwood
  - Entraîneur : Matt Williams

### Galles - Angleterre
| 5 février 2005 17:30 UTC | Pays de Galles                                                                                  | 11 – 9 (8–3) | Angleterre                                                          | Millennium Stadium, Cardiff 74 197 spectateurs Arbitre : Steve Walsh |
| 5 février 2005 17:30 UTC | Essai(s) : S.Williams 11e Pénalité(s) : 2 S.Jones 25e Henson 77e Carton(s) jaune(s) : G. Thomas |              | Pénalité(s) : 3 Hodgson 16e, 50e, 74e Carton(s) jaune(s) : Grewcock | Millennium Stadium, Cardiff 74 197 spectateurs Arbitre : Steve Walsh |
| 5 février 2005 17:30 UTC |                                                                                                 |              |                                                                     | Millennium Stadium, Cardiff 74 197 spectateurs Arbitre : Steve Walsh |

Les équipes

- Pays de Galles
15. Gareth Thomas  14. Hal Luscombe 13. Tom Shanklin 12. Gavin Henson 11. Shane Williams 10. Stephen Jones 9. Dwayne Peel 8. Michael Owen 7. Martyn Williams 6. Dafydd Jones 5. Robert Sidoli 4. Brent Cockbain 3. Adam Jones 2. Mefin Davies 1. Gethin Jenkins
  - Remplaçants : 16. Robin McBryde, 17. John Yapp, 18. Jonathan Thomas, 19. Ryan Jones, 20. Gareth Cooper, 21. Ceri Sweeney, 22. Kevin Morgan
  - Entraîneur :Mike Ruddock
- Angleterre
15. Jason Robinson  14. Mark Cueto 13. Mathew Tait 12. Jamie Noon 11. Josh Lewsey 10. Charlie Hodgson 9. Matt Dawson 8. Joe Worsley 7. Andrew Hazell 6. Chris Jones 5. Ben Kay 4. Danny Grewcock 3. Julian White 2. Steve Thompson 1. Graham Rowntree
  - Remplaçants : 16. Andy Titterrell, 17. Phil Vickery, 18. Steve Borthwick, 19. James Forrester, 20. Harry Ellis, 21. Olly Barkley, 22. Ben Cohen
  - Entraîneur : Andy Robinson

### Italie - Irlande
| 6 février 2005 15:30 UTC+1 | Italie                                                                              | 17 – 28 (6–8) | Irlande | Stadio Flaminio, Rome 30 000 spectateurs Arbitre : Paddy O'Brien |
| 6 février 2005 15:30 UTC+1 | Essai(s) : Castrogiovanni 80e+7 Pénalité(s) : 4 Orquera 8e de Marigny 38e, 44e, 63e |               | Essai(s) : 3 Murphy 29e Stringer 50e Hickie 80e+2 Transformation(s) : 2/3 O'Gara 50e, 80e+2 Pénalité(s) : 3 O'Gara 22e, 55e, 79e | Stadio Flaminio, Rome 30 000 spectateurs Arbitre : Paddy O'Brien |
| 6 février 2005 15:30 UTC+1 |                                                                                     |               | | Stadio Flaminio, Rome 30 000 spectateurs Arbitre : Paddy O'Brien |

Les équipes

- Italie
15. Roland de Marigny 14. Mirco Bergamasco 13. Gonzalo Canale 12. Andrea Masi 11. Ludovico Nitoglia 10. Luciano Orquera 9. Alessandro Troncon 8. Sergio Parisse 7. Mauro Bergamasco 6. Aaron Persico 5. Marco Bortolami  4. Santiago Dellapè 3. Martín Castrogiovanni 2. Fabio Ongaro 1. Andrea Lo Cicero
  - Remplaçants : 16. Giorgio Intoppa, 17. Salvatore Perugini, 18. Carlo Del Fava, 19. David Dal Maso, 20. Paul Griffen, 21. Walter Pozzebon, 22. Kaine Robertson
  - Entraîneur : John Kirwan
- Irlande
15. Geordan Murphy 14. Shane Horgan 13. Brian O'Driscoll  12. Gordon D'Arcy 11. Denis Hickie 10. Ronan O'Gara 9. Peter Stringer 8. Anthony Foley 7. Denis Leamy 6. Simon Easterby 5. Paul O'Connell 4. Malcolm O'Kelly 3. John Hayes 2. Shane Byrne 1. Reggie Corrigan
  - Remplaçants : 16. Frankie Sheahan, 17. Marcus Horan, 18. Donncha O'Callaghan, 19. Eric Miller, 20. Guy Easterby, 21. David Humphreys, 22. Girvan Dempsey
  - Entraîneur : Eddie O'Sullivan

## Deuxième journée

### Italie - Galles
| 12 février 2005 14:30 UTC+1 | Italie                                              | 08 – 38 (5–19) | Pays de Galles | Stadio Flaminio, Rome 25 659 spectateurs Arbitre : Andrew Cole |
| 12 février 2005 14:30 UTC+1 | Essai(s) : Orquera 11e Pénalité(s) : de Marigny 45e |                | Essai(s) : 6 J. Thomas 5e Shanklin 22e M. Williams 40e+4 Cockbain 56e S. Williams 60e Sidoli 77e Transformation(s) : 4/6 S. Jones 5e, 40e+4, 56e, 60e | Stadio Flaminio, Rome 25 659 spectateurs Arbitre : Andrew Cole |
| 12 février 2005 14:30 UTC+1 |                                                     |                | | Stadio Flaminio, Rome 25 659 spectateurs Arbitre : Andrew Cole |

Les équipes

- Italie
15. Roland de Marigny 14. Mirco Bergamasco 13. Walter Pozzebon 12. Andrea Masi 11. Ludovico Nitoglia 10. Luciano Orquera 9. Alessandro Troncon 8. Sergio Parisse 7. Mauro Bergamasco 6. Aaron Persico 5. Marco Bortolami  4. Santiago Dellapè 3. Martín Castrogiovanni 2. Fabio Ongaro 1. Andrea Lo Cicero
  - Remplaçants : 16. Giorgio Intoppa, 17. Salvatore Perugini, 18. Carlo Del Fava, 19. David Dal Maso, 20. Paul Griffen, 21. Matteo Barbini, 22. Kaine Robertson
  - Entraîneur : John Kirwan
- Pays de Galles
15. Gareth Thomas  14. Hal Luscombe 13. Tom Shanklin 12. Gavin Henson 11. Shane Williams 10. Stephen Jones 9. Dwayne Peel 8. Michael Owen 7. Martyn Williams 6. Jonathan Davies (rugby) 5. Robert Sidoli 4. Brent Cockbain 3. Adam Jones 2. Mefin Davies 1. Gethin Jenkins
  - Remplaçants : 16. Robin McBryde, 17. John Yapp, 18. Jonathan Thomas, 19. Robin Sowden-Taylor, 20. Gareth Cooper, 21. Ceri Sweeney, 22. Kevin Morgan
  - Entraîneur : Mike Ruddock

### Écosse - Irlande
| 12 février 2005 16:00 UTC | Écosse                                                           | 13 – 40 (8–18) | Irlande | Murrayfield Stadium, Édimbourg 68 000 spectateurs Arbitre : Joël Jutge |
| 12 février 2005 16:00 UTC | Essai(s) : 2 Southwell 13e Petrie 60e Pénalité(s) : Paterson 10e |                | Essai(s) : 5 O'Kelly 25e O'Connell 40e+2 Hickie 44e Hayes 75e Duffy 80e+2 Transformation(s) : 2/5 O'Gara 25e, 44e Pénalité(s) : 3 O'Gara 19e, 39e, 50e | Murrayfield Stadium, Édimbourg 68 000 spectateurs Arbitre : Joël Jutge |
| 12 février 2005 16:00 UTC |                                                                  |                | | Murrayfield Stadium, Édimbourg 68 000 spectateurs Arbitre : Joël Jutge |

Les équipes

- Écosse 
15. Chris Paterson 14. Simon Danielli 13. Andy Craig 12. Hugo Southwell 11. Sean Lamont 10. Dan Parks 9. Chris Cusiter 8. Allister Hogg 7. Jon Petrie 6. Jason White 5. Scott Murray 4. Stuart Grimes  3. Gavin Kerr 2. Gordon Bulloch  1. Tom Smith
  - Remplaçants : 16. Robbie Russell, 17. Bruce Douglas, 18. Nathan Hines, 19. Jon Dunbar, 20. Mike Blair, 21. Gordon Ross, 22. Ben Hinshelwood
  - Entraîneur : Matt Williams
- Irlande 
15. Geordan Murphy 14. Girvan Dempsey 13. Shane Horgan 12. Kevin Maggs 11. Denis Hickie 10. Ronan O'Gara 9. Peter Stringer 8. Anthony Foley 7. Jonny O'Connor 6. Simon Easterby 5. Paul O'Connell  4. Malcolm O'Kelly 3. John Hayes 2. Shane Byrne 1. Reggie Corrigan
  - Remplaçants : 16. Frankie Sheahan, 17. Marcus Horan, 18. Donncha O'Callaghan, 19. Eric Miller, 20. Guy Easterby, 21. David Humphreys, 22. Gavin Duffy
  - Entraîneur : Eddie O'Sullivan

### Angleterre - France
| 13 février 2005 15:00 UTC | Angleterre                                                                                    | 017 – 18 (17–6) | France                                               | Twickenham Stadium, Londres 74 000 spectateurs Arbitre : Paddy O'Brien |
| 13 février 2005 15:00 UTC | Essai(s) : 2 Barkley 19e Lewsey 36e Transformation(s) : 2/2 Hodgson Pénalité(s) : Hodgson 27e |                 | Pénalité(s) : 6 Yachvili 5e, 30e, 55e, 61e, 68e, 75e | Twickenham Stadium, Londres 74 000 spectateurs Arbitre : Paddy O'Brien |
| 13 février 2005 15:00 UTC |                                                                                               |                 |                                                      | Twickenham Stadium, Londres 74 000 spectateurs Arbitre : Paddy O'Brien |

Les équipes

- Angleterre
15. Jason Robinson  14. Mark Cueto 13. Jamie Noon 12. Olly Barkley 11. Josh Lewsey 10. Charlie Hodgson 9. Harry Ellis 8. Martin Corry 7. Lewis Moody 6. Joe Worsley 5. Ben Kay 4. Danny Grewcock 3. Phil Vickery 2. Steve Thompson 1. Graham Rowntree
  - Remplaçants : 16. Andy Titterrell, 17. Andrew Sheridan, 18. Steve Borthwick, 19. Andy Hazell, 20. Matt Dawson, 21. Henry Paul, 22. Ben Cohen
  - Entraîneur : Andy Robinson
- France
15. Pépito Elhorga 14. Jimmy Marlu 13. Brian Liebenberg 12. Damien Traille 11. Christophe Dominici 10. Yann Delaigue 9. Dimitri Yachvili 8. Julien Bonnaire 7. Sébastien Chabal 6. Serge Betsen 5. Jérôme Thion 4. Fabien Pelous  3. Nicolas Mas 2. Sébastien Bruno 1. Sylvain Marconnet
  - Remplaçants : 16. William Servat, 17. Olivier Milloud, 18. Grégory Lamboley, 19. Yannick Nyanga, 20. Pierre Mignoni, 21. Frédéric Michalak, 22. Jean-Philippe Grandclaude
  - Entraîneur : Bernard Laporte

## Troisième journée

### Écosse - Italie
| 26 février 2005 15:00 UTC | Écosse                                                 | 018 – 10 (6–3) | Italie                                                                            | Murrayfield Stadium, Édimbourg 61 276 spectateurs Arbitre : Stuart Dickinson |
| 26 février 2005 15:00 UTC | Pénalité(s) : 6 Paterson 5e, 33e, 51e, 54e, 76e, 80e+2 |                | Essai(s) : Masi 80e+6 Transformation(s) : de Marigny Pénalité(s) : de Marigny 23e | Murrayfield Stadium, Édimbourg 61 276 spectateurs Arbitre : Stuart Dickinson |
| 26 février 2005 15:00 UTC |                                                        |                |                                                                                   | Murrayfield Stadium, Édimbourg 61 276 spectateurs Arbitre : Stuart Dickinson |

Les équipes

- Écosse
 15. Chris Paterson 14. Simon Webster 13. Andy Craig 12. Hugo Southwell 11. Sean Lamont 10. Dan Parks 9. Chris Cusiter 8. Allister Hogg 7. Jon Petrie 6. Simon Taylor 5. Scott Murray 4. Stuart Grimes 3. Gavin Kerr 2. Gordon Bulloch  1. Tom Smith
  - Remplaçants : 16. Robbie Russell 17. Bruce Douglas 18. Nathan Hines 19. Jon Dunbar, 20. Mike Blair 21. Gordon Ross 22. Ben Hinshelwood
  - Entraîneur : Matt Williams
- Italie
 15. Roland de Marigny 14. Mirco Bergamasco 13. Cristian Stoica 12. Andrea Masi 11. Ludovico Nitoglia 10. Luciano Orquera 9. Alessandro Troncon 8. Sergio Parisse 7. David Dal Maso 6. Aaron Persico 5. Marco Bortolami  4. Santiago Dellapè 3. Salvatore Perugini 2. Fabio Ongaro 1. Andrea Lo Cicero
  - Remplaçants : 16. Giorgio Intoppa, 17. Martín Castrogiovanni, 18. Carlo Del Fava, 19. Silvio Orlando, 20. Paul Griffen, 21. Roberto Pedrazzi, 22. Kaine Robertson
  - Entraîneur : John Kirwan

### France - Galles

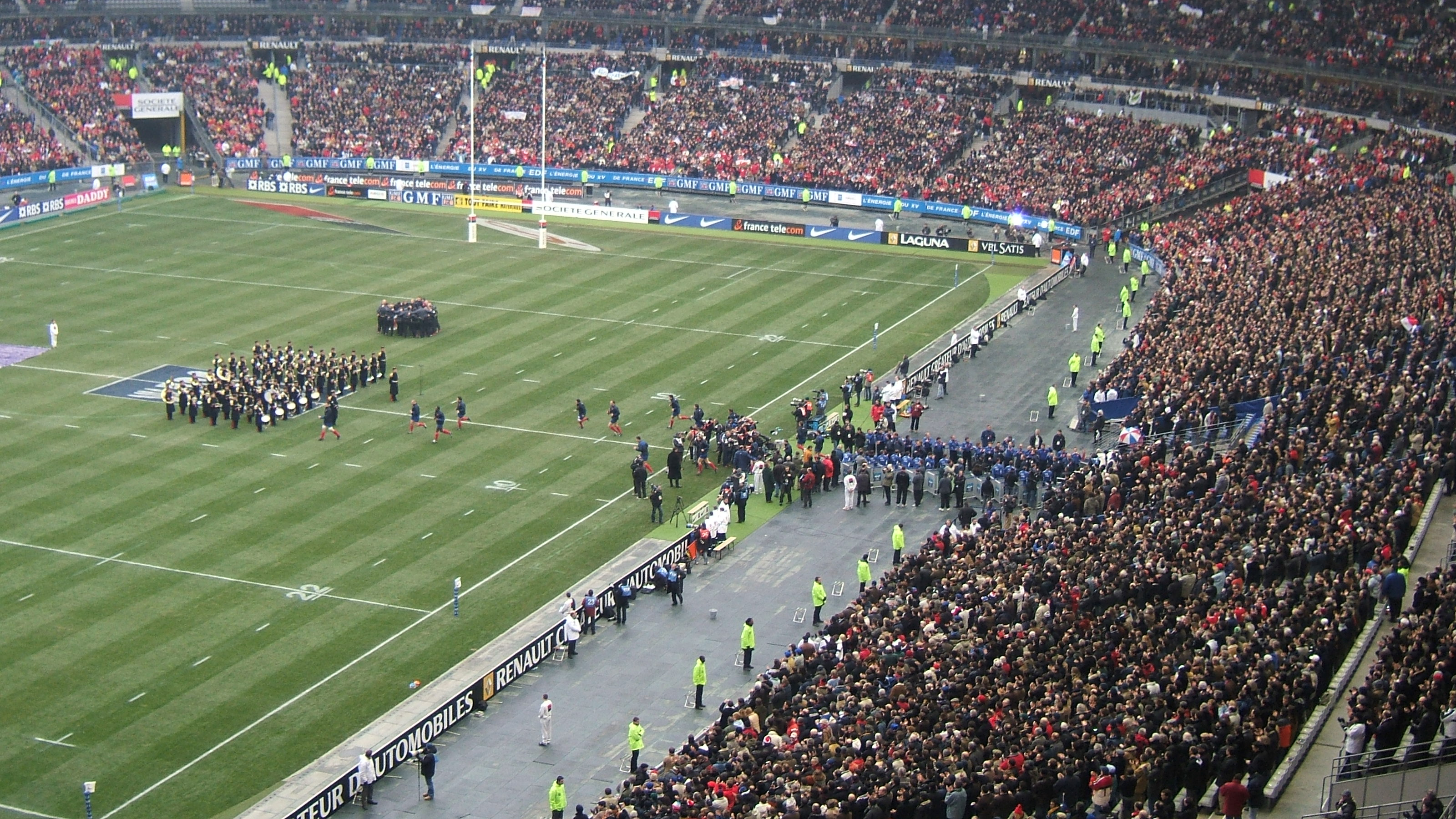
Entrée des deux équipes sur le terrain

Résumé : La France commence le Tournoi par deux victoires difficiles contre l'Écosse et en Angleterre. Ces deux matchs entraînent beaucoup de critiques et paradoxalement, cette défaite rassure.
Le XV de France réussit un excellent début de match, inscrivant rapidement deux essais par Dimitri Yachvili et Aurélien Rougerie. Après plusieurs autres occasions infructueuses, les Français mènent à la pause 15 à 6. Mais en seconde mi-temps, deux essais du capitaine Martyn Williams, puis la réussite au pied de Stephen Jones donnent l'avantage aux Gallois qui gagnent finalement 24 à 18.
Au terme de cette rencontre, Jo Maso, le manager de l'équipe de France, déclare : « C'est sûrement notre meilleur match depuis longtemps mais on aurait préféré le gagner. C'est aussi ça le rugby ».
| 26 février 2005 17:00 UTC+1 | France | 018 – 24 (15–6) | Pays de Galles | Stade de France, Saint-Denis 78 250 spectateurs Arbitre : Paul Honiss |
| 26 février 2005 17:00 UTC+1 | Essai(s) : 2 Yachvili 4e Rougerie 12e Transformation(s) : 1/2 Yachvili 4e Pénalité(s) : Yachvili 28e Drop(s) : Michalak 65e |                 | Essai(s) : 2 M. Williams 42e, 45e Transformation(s) : 1/2 S. Jones 42e Pénalité(s) : 3 S. Jones 26e, 40e+5, 68e Drop(s) : S. Jones 75e | Stade de France, Saint-Denis 78 250 spectateurs Arbitre : Paul Honiss |
| 26 février 2005 17:00 UTC+1 | |                 | | Stade de France, Saint-Denis 78 250 spectateurs Arbitre : Paul Honiss |

Les équipes

- France

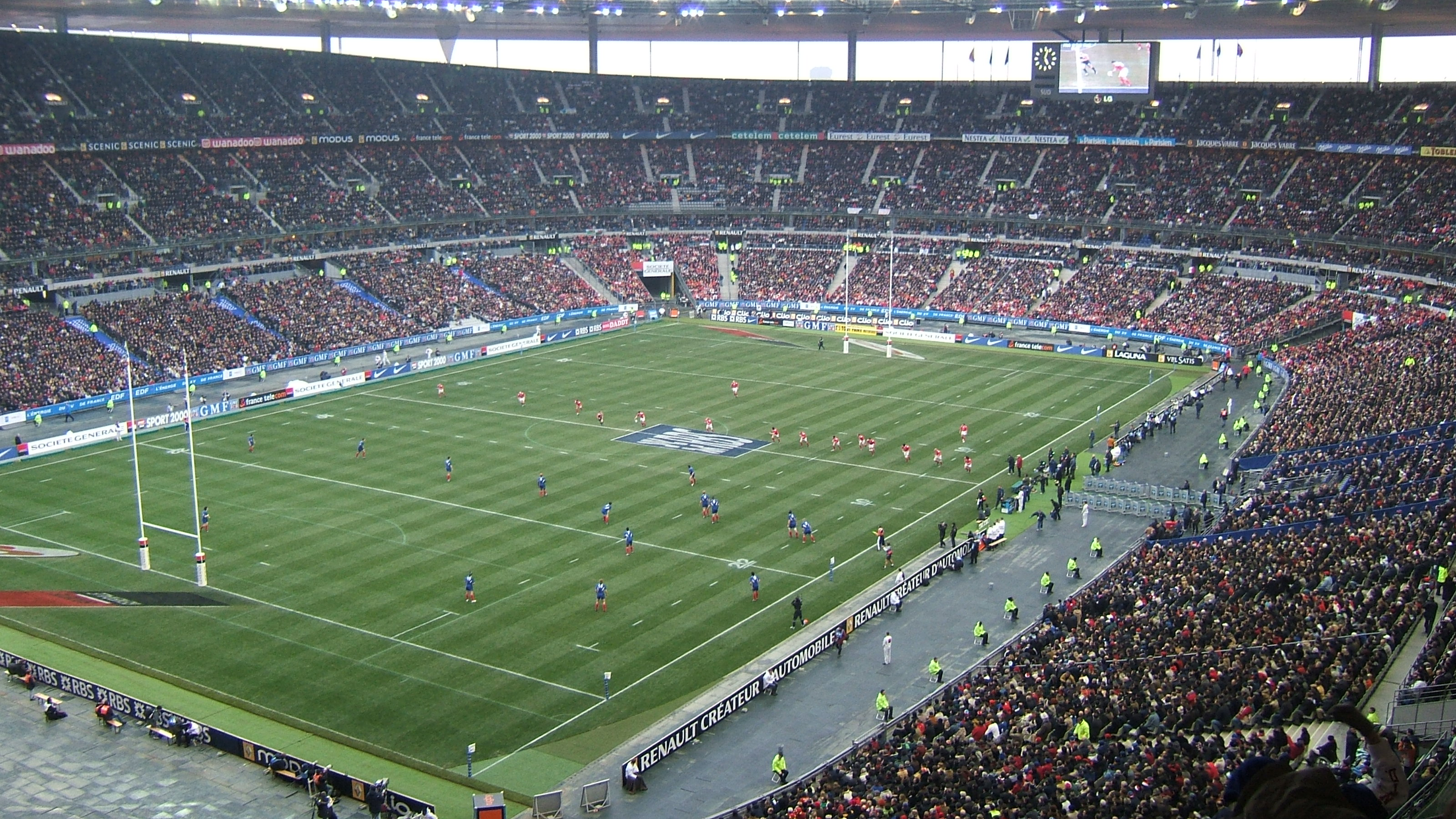
Coup d'envoi du match au Stade de France.

 15. Julien Laharrague 14. Aurélien Rougerie 13. Yannick Jauzion 12. Damien Traille 11. Christophe Dominici 10. Yann Delaigue 9. Dimitri Yachvili 8. Julien Bonnaire 7. Yannick Nyanga 6. Serge Betsen 5. Jérôme Thion 4. Fabien Pelous  3. Nicolas Mas 2. Sébastien Bruno 1. Sylvain Marconnet
  - Remplaçants : 16. William Servat, 17. Olivier Milloud, 18. Grégory Lamboley, 19. Imanol Harinordoquy, 20. Pierre Mignoni, 21. Frédéric Michalak, 22. Jean-Philippe Grandclaude
  - Entraîneur : Bernard Laporte
- Pays de Galles
15. Gareth Thomas  14. Kevin Morgan 13. Tom Shanklin 12. Gavin Henson 11. Shane Williams 10. Stephen Jones 9. Dwayne Peel 8. Michael Owen 7. Martyn Williams 6. Ryan Jones 5. Brent Cockbain 4. Robert Sidoli 3. Adam Jones 2. Mefin Davies 1. Gethin Jenkins
  - Remplaçants : 16. Robin McBryde, 17. John Yapp, 18. Jonathan Thomas, 19. Robin Sowden-Taylor, 20. Gareth Cooper, 21. Ceri Sweeney, 22. Rhys Williams
  - Entraîneur : Mike Ruddock

### Irlande - Angleterre
| 27 février 2005 15:00 UTC | Irlande | 19 – 13 (12–10) | Angleterre                                                                                      | Lansdowne Road, Dublin 49 000 spectateurs Arbitre : Jonathan Kaplan |
| 27 février 2005 15:00 UTC | Essai(s) : O'Driscoll 59e Transformation(s) : O'Gara Pénalité(s) : 2 O'Gara 10e, 13e Drop(s) : 2 O'Gara 4e, 35e |                 | Essai(s) : Corry 7e Transformation(s) : Hodgson Pénalité(s) : Hodgson 26e Drop(s) : Hodgson 57e | Lansdowne Road, Dublin 49 000 spectateurs Arbitre : Jonathan Kaplan |
| 27 février 2005 15:00 UTC | |                 |                                                                                                 | Lansdowne Road, Dublin 49 000 spectateurs Arbitre : Jonathan Kaplan |

Les équipes

- Irlande
15. Geordan Murphy 14. Girvan Dempsey 13. Brian O'Driscoll  12. Shane Horgan 11. Denis Hickie 10. Ronan O'Gara 9. Peter Stringer 8. Anthony Foley 7. Jonny O'Connor 6. Simon Easterby 5. Paul O'Connell 4. Malcolm O'Kelly 3. John Hayes 2. Shane Byrne 1. Reggie Corrigan
  - Remplaçants : 16. Frankie Sheahan, 17. Marcus Horan, 18. Donncha O'Callaghan, 19. Eric Miller, 20. Guy Easterby, 21. David Humphreys, 22. Kevin Maggs
  - Entraîneur : Eddie O'Sullivan
- Angleterre
15. Jason Robinson  14. Mark Cueto 13. Jamie Noon 12. Olly Barkley 11. Josh Lewsey 10. Charlie Hodgson 9. Harry Ellis 8. Martin Corry 7. Lewis Moody 6. Joe Worsley 5. Ben Kay 4. Danny Grewcock 3. Matt Stevens 2. Steve Thompson 1. Graham Rowntree
  - Remplaçants : 16. Andy Titterrell, 17. Chris Bell, 18. Steve Borthwick, 19. Andy Hazell, 20. Matt Dawson, 21. Andy Goode, 22. Ollie Smith
  - Entraineur : Andy Robinson

## Quatrième journée

### Irlande - France
| 12 mars 2005 13:30 GMT | Irlande                                                                                       | 19 – 26 (9 – 18) | France | Lansdowne Road, Dublin 49 200 spectateurs Arbitre : Tony Spreadbury |
| 12 mars 2005 13:30 GMT | Essai(s) : O'Driscoll 77e Transformation(s) : O'Gara Pénalité(s) : 4 O'Gara 9e, 21e, 28e, 49e |                  | Essai(s) : 3 Dominici 31e, 80e+3 Baby 36e Transformation(s) : 1/3 Yachvili 36e Pénalité(s) : Yachvili 23e, 64e Drop(s) : Delaigue 12e | Lansdowne Road, Dublin 49 200 spectateurs Arbitre : Tony Spreadbury |
| 12 mars 2005 13:30 GMT |                                                                                               |                  | | Lansdowne Road, Dublin 49 200 spectateurs Arbitre : Tony Spreadbury |

Les équipes

- Irlande
15. Geordan Murphy 14. Girvan Dempsey 13. Brian O'Driscoll  12. Shane Horgan 11. Denis Hickie 10. Ronan O'Gara 9. Peter Stringer 8. Anthony Foley 7. Jonny O'Connor 6. Simon Easterby 5. Paul O'Connell 4. Malcolm O'Kelly 3. John Hayes 2. Shane Byrne 1. Reggie Corrigan
  - Remplaçants : 16. Frankie Sheahan, 17. Marcus Horan, 18. Donncha O'Callaghan, 19. Eric Miller, 20. Guy Easterby, 21. David Humphreys, 22. Gavin Duffy
  - Entraîneur : Eddie O'Sullivan
- France
 15. Julien Laharrague 14. Cédric Heymans 13. Yannick Jauzion 12. Benoît Baby 11. Christophe Dominici 10. Yann Delaigue 9. Dimitri Yachvili 8. Julien Bonnaire 7. Yannick Nyanga 6. Serge Betsen 5. Jérôme Thion 4. Fabien Pelous  3. Nicolas Mas 2. Sébastien Bruno 1. Sylvain Marconnet
  - Remplaçants : 16. Dimitri Szarzewski, 17. Pieter de Villiers, 18. Pascal Papé, 19. Grégory Lamboley, 20. Pierre Mignoni, 21. Frédéric Michalak, 22. David Marty
  - Entraîneur : Bernard Laporte

### Angleterre - Italie
| 12 mars 2005 16:00 GMT | Angleterre | 39 – 7 (22 – 0) | Italie                                           | Twickenham, Londres 74 000 spectateurs Arbitre : Mark Lawrence |
| 12 mars 2005 16:00 GMT | Essai(s) : 6 Cueto 10e, 40e+7, 69e Thompson 40e+3 Balshaw 65e Hazell 80e+7 Transformation(s) : 3/6 Hodgson 10e, 40e+3 Goode 80e+8 Pénalité(s) : Hodgson 7e |                 | Essai(s) : Troncon 46e Transformation(s) : Peens | Twickenham, Londres 74 000 spectateurs Arbitre : Mark Lawrence |
| 12 mars 2005 16:00 GMT | |                 |                                                  | Twickenham, Londres 74 000 spectateurs Arbitre : Mark Lawrence |

Les équipes

- Angleterre
15. Iain Balshaw 14. Mark Cueto 13. Jamie Noon 12. Olly Barkley 11. Josh Lewsey 10. Charlie Hodgson 9. Harry Ellis 8. Martin Corry  7. Lewis Moody 6. Joe Worsley 5. Ben Kay 4. Danny Grewcock 3. Matt Stevens 2. Steve Thompson 1. Graham Rowntree
  - Remplaçants : 16. Andy Titterrell, 17. Duncan Bell, 18. Steve Borthwick, 19. Andy Hazell, 20. Matt Dawson, 21. Andy Goode, 22. Ollie Smith
  - Entraîneur : Andy Robinson
- Italie
 15. Gert Peens 14. Roberto Pedrazzi 13. Matteo Barbini 12. Andrea Masi 11. Ludovico Nitoglia 10. Luciano Orquera 9. Alessandro Troncon 8. Sergio Parisse 7. David Dal Maso 6. Aaron Persico 5. Marco Bortolami  4. Carlo Del Fava 3. Salvatore Perugini 2. Fabio Ongaro 1. Andrea Lo Cicero
  - Remplaçants : 16. Giorgio Intoppa, 17. Martín Castrogiovanni, 18. Mario Savi, 19. Santiago Dellapè, 20. Silvio Orlando, 21. Paul Griffen, 22. Walter Pozzebon
  - Entraîneur : John Kirwan

### Écosse - Galles
| 13 mars 2005 15:00 GMT | Écosse | 22 – 46 (3 – 38) | Pays de Galles | Murrayfield Stadium, Édimbourg 67 274 spectateurs Arbitre : Jonathan Kaplan |
| 13 mars 2005 15:00 GMT | Essai(s) : 3 Craig 54e R. Lamont 71e Paterson 74e Transformation(s) : 2/3 Paterson 54e, 74e Pénalité(s) : Paterson 24e |                  | Essai(s) : 6 R. Jones 4e R. Williams 10e, 50e S. Williams 14e Morgan 29e, 40e+3 Transformation(s) : 5/6 S. Jones 4e, 10e, 14e, 29e, 40e+3 Pénalité(s) : S.Jones 19e, 78e Carton(s) jaune(s) : Cockbain | Murrayfield Stadium, Édimbourg 67 274 spectateurs Arbitre : Jonathan Kaplan |
| 13 mars 2005 15:00 GMT | |                  | | Murrayfield Stadium, Édimbourg 67 274 spectateurs Arbitre : Jonathan Kaplan |

Les équipes

- Écosse
15. Chris Paterson 14. Rory Lamont 13. Andy Craig 12. Hugo Southwell 11. Sean Lamont 10. Dan Parks 9. Chris Cusiter 8. Allister Hogg 7. Jon Petrie 6. Simon Taylor 5. Scott Murray 4. Stuart Grimes 3. Gavin Kerr 2. Gordon Bulloch  1. Tom Smith
  - Remplaçants : 16. Robbie Russell, 17. Bruce Douglas, 18. Nathan Hines, 19. Jon Dunbar, 20. Mike Blair, 21. Gordon Ross, 22. Andrew Henderson
  - Entraîneur : Matt Williams
- Pays de Galles
15. Kevin Morgan 14. Rhys Williams 13. Tom Shanklin 12. Gavin Henson 11. Shane Williams 10. Stephen Jones 9. Dwayne Peel 8. Michael Owen  7. Martyn Williams 6. Ryan Jones 5. Brent Cockbain 4. Robert Sidoli 3. Adam Jones 2. Mefin Davies 1. Gethin Jenkins
  - Remplaçants : 16. Robin McBryde, 17. John Yapp, 18. Jonathan Thomas, 19. Robin Sowden-Taylor, 20. Mike Phillips, 21. Ceri Sweeney, 22. Hal Luscombe
  - Entraîneur : Mike Ruddock

## Cinquième journée

### Italie - France
| 19 mars 2005 13:30 GMT+1 | Italie | 13 – 56 (10 – 24) | France | Stadio Flaminio, Rome 24 593 spectateurs Arbitre : Donal Courtney |
| 19 mars 2005 13:30 GMT+1 | Essai(s) : Robertson 28e Transformation(s) : Peens Pénalité(s) : Peens 3e, 43e Carton(s) jaune(s) : Bortolami |                   | Essai(s) : 7 Nyanga 11e Jauzion18e Laharrague 40e+2 Marty 70e, 80e+2 Lamboley 75e Mignoni 80e+4 Transformation(s) : 6 4/4 Yachvili 11e, 18e, 40e+2, 70e 2/3 Michalak 75e, 80e+4 Pénalité(s) : 3 Yachvili 8e, 52e, 54e | Stadio Flaminio, Rome 24 593 spectateurs Arbitre : Donal Courtney |
| 19 mars 2005 13:30 GMT+1 | |                   | | Stadio Flaminio, Rome 24 593 spectateurs Arbitre : Donal Courtney |

Les équipes

- Italie
 15. Gert Peens 14. Kaine Robertson 13. Andrea Masi 12. Simon Picone 11. Ludovico Nitoglia 10. Luciano Orquera 9. Alessandro Troncon 8. Sergio Parisse 7. David Dal Maso 6. Aaron Persico 5. Marco Bortolami  4. Santiago Dellapè 3. Salvatore Perugini 2. Fabio Ongaro 1. Andrea Lo Cicero
  - Remplaçants : 16. Carlo Festuccia, 17. Martín Castrogiovanni, 18. Carlo Del Fava, 19. Silvio Orlando, 20. Paul Griffen, 21. Roberto Pedrazzi, 22. Roland de Marigny
  - Entraîneur : John Kirwan
- France
 15. Julien Laharrague 14. Cédric Heymans 13. Yannick Jauzion 12. David Marty 11. Christophe Dominici 10. Yann Delaigue 9. Dimitri Yachvili 8. Julien Bonnaire 7. Yannick Nyanga 6. Serge Betsen 5. Jérôme Thion 4. Fabien Pelous  3. Nicolas Mas 2. Sébastien Bruno 1. Sylvain Marconnet
  - Remplaçants : 16. William Servat, 17. Pieter de Villiers, 18. Pascal Papé, 19. Grégory Lamboley, 20. Pierre Mignoni, 21. Frédéric Michalak, 22. Damien Traille
  - Entraîneur : Bernard Laporte

### Galles - Irlande
| 19 mars 2005 15:30 GMT | Pays de Galles | 32 – 20 (16 – 6) | Irlande                                                                                        | Millennium Stadium, Cardiff 74 376 spectateurs Arbitre : Chris White |
| 19 mars 2005 15:30 GMT | Essai(s) : G. Jenkins 17e Morgan 61e Transformation(s) : 2/2 S. Jones Pénalité(s) : 5 Henson 24e S. Jones 33e, 43e, 51e, 74e Drop(s) : Henson 13e |                  | Essai(s) : Horan 69e Murphy 77e Transformation(s) : 2/2 Humphreys Pénalité(s) : O'Gara 3e, 37e | Millennium Stadium, Cardiff 74 376 spectateurs Arbitre : Chris White |
| 19 mars 2005 15:30 GMT | |                  |                                                                                                | Millennium Stadium, Cardiff 74 376 spectateurs Arbitre : Chris White |

Les équipes

- Pays de Galles
15. Kevin Morgan 14. Mark Taylor 13. Tom Shanklin 12. Gavin Henson 11. Shane Williams 10. Stephen Jones 9. Dwayne Peel 8. Michael Owen  7. Martyn Williams 6. Ryan Jones 5. Brent Cockbain 4. Robert Sidoli 3. Adam Jones 2. Mefin Davies 1. Gethin Jenkins
  - Remplaçants : 16. Robin McBryde, 17. John Yapp, 18. Jonathan Thomas, 19. Robin Sowden-Taylor, 20. Mike Phillips, 21. Ceri Sweeney, 22. Sonny Parker
  - Entraîneur : Mike Ruddock
- Irlande
15. Geordan Murphy 14. Girvan Dempsey 13. Brian O'Driscoll  12. Kevin Maggs 11. Denis Hickie 10. Ronan O'Gara 9. Peter Stringer 8. Anthony Foley 7. Jonny O'Connor 6. Simon Easterby 5. Paul O'Connell 4. Malcolm O'Kelly 3. John Hayes 2. Shane Byrne 1. Reggie Corrigan
  - Remplaçants : 16. Frankie Sheahan, 17. Marcus Horan, 18. Donncha O'Callaghan, 19. Eric Miller, 20. Guy Easterby, 21. David Humphreys, 22. Gavin Duffy
  - Entraîneur : Eddie O'Sullivan

### Angleterre - Écosse
| 19 mars 2005 18:00 GMT | Angleterre | 43 – 22 (26 – 10) | Écosse | Twickenham Stadium, Londres 73 000 spectateurs Arbitre : Alain Rolland |
| 19 mars 2005 18:00 GMT | Essai(s) : 7 Noon 14e, 25e, 78e J. Worsley 29e Lewsey 40e+1 Ellis 49e Cueto 72e Transformation(s) : 4/7 Hodgson 14e, 25e, 40e+1, 49e |                   | Essai(s) : 3 S. Lamont 40e+8 Craig 46e Taylor 51e Transformation(s) : 2/3 Paterson 40e+8, 46e Pénalité(s) : Paterson 23e | Twickenham Stadium, Londres 73 000 spectateurs Arbitre : Alain Rolland |
| 19 mars 2005 18:00 GMT | |                   | | Twickenham Stadium, Londres 73 000 spectateurs Arbitre : Alain Rolland |

Les équipes

- Angleterre
15. Iain Balshaw 14. Mark Cueto 13. Jamie Noon 12. Olly Barkley 11. Josh Lewsey 10. Charlie Hodgson 9. Harry Ellis 8. Martin Corry  7. Lewis Moody 6. Joe Worsley 5. Ben Kay 4. Danny Grewcock 3. Duncan Bell 2. Steve Thompson 1. Matt Stevens
  - Remplaçants : 16. Andy Titterrell, 17. Mike Worsley, 18. Steve Borthwick, 19. Andy Hazell, 20. Matt Dawson, 21. Andy Goode, 22. Ollie Smith
  - Entraîneur : Andy Robinson
- Écosse
15. Chris Paterson 14. Rory Lamont 13. Andy Craig 12. Hugo Southwell 11. Sean Lamont 10. Gordon Ross 9. Mike Blair 8. Simon Taylor 7. Allister Hogg 6. Jason White 5. Scott Murray 4. Nathan Hines 3. Gavin Kerr 2. Gordon Bulloch  1. Tom Smith
  - Remplaçants : 16. Robbie Russell, 17. Bruce Douglas, 18. Stuart Grimes, 19. Jon Petrie, 20. Graeme Beveridge, 21. Dan Parks, 22. Andrew Henderson
  - Entraîneur : Matt Williams

## Composition de l'équipe victorieuse
voir : Grand Chelem en rugby du pays de Galles en 2005